# Paco Peña (músic)
Francisco Peña Pérez, de nom artístic Paco Peña (Còrdova, 1 de juny de 1942), és un guitarrista flamenc espanyol. És considerat com un dels millors mestres de la guitarra flamenca.

## Biografia
Paco Peña va començar a tocar la guitarra del seu germà als 6 anys i va fer la seva primera actuació professional als 12 anys. Animat per la seva família va començar a actuar per tot Espanya, amb un grup de música popular i balladors flamencs. Això va donar lloc a les trucades de companyies professionals de flamenc a Madrid i la Costa Brava, on Peña es va establir com a acompanyant molt respectat pel ball i el cant flamenc.
No obstant això, insatisfet amb la vida a la costa i buscant un nou repte, es va traslladar a Londres a finals de 1960 per convertir-se en solista. Inicialment, va ser l'atracció estrella al Restaurante Antonio del Covent Garden, generat tant interès entre el públic britànic. no iniciats anteriorment en el Flamenc, que aviat es va trobar compartint concerts amb artistes com Jimi Hendrix, i va fer el seu debut com a solista en el Wigmore Hall el 1967.
No va passar molt de temps abans que Peña comencés una gira mundial, tant com a solista com a acompanyant, amb actuacions en el Carnegie Hall de Nova York, el Royal Albert Hall de Londres i el Concertgebouw d'Àmsterdam. Després d'això, va fundar el primer curs universitari sobre guitarra flamenca, al Conservatori de Rotterdam.
Més tard, el 1981 i de nou a Espanya, va crear el Centro Flamenco Paco Peña a Còrdova, i va ser responsable de la fundació del festival anual Festival de la Guitarra de Còrdova, on ha aparegut en nombroses ocasions al costat d'altres estrelles del flamenc, com Manolo Sanlúcar, Vicente Amigo o Paco de Lucía.
El 1997 Peña va ser anomenat Oficial de la Creu de l'Orde del Mèrit Civil pel rei Juan Carlos I.
El 8 de setembre de 1998 va participar en un concert ofert a Londres pel grup xilè Inti-Illimani en commemoració dels 25 anys de l'assassinat de Víctor Jara a mans de la dictadura de Pinochet, al qual també van intervenir el seu bon amic i guitarrista clàssic John Williams, el cantant britànic Peter Gabriel i l'actriu Emma Thompson.
Les seves composicions, com ara la Missa Flamenca i el Rèquiem per la Terra, han rebut una gran acceptació internacional.
També ha participat en importants col·laboracions, com per exemple amb el guitarrista Eduardo Falú i els ja citats John Williams i Inti-Illimani.
Paco Peña té casa a Londres i a Còrdova. Un dels seus espectacles més recents inclou Flamenc Sense Fronteres, que explora la relació entre la música veneçolana i el flamenc, que compta amb la Paco Peña Flamenco Dance Company, on representen una història sobre immigrants procedents d'Àfrica que arriben a Andalusia.

## Discografia
CD
- 2014 Duo Recital (amb Eliot Fisk)
- 2008 A Compás! (en directe)
- 2007 His Essential Recordings (antologia)
- 2007 A Flamenc Guitar Recital (en directe)
- 2007 Requiem for the Earth
- 2004 Fabulous Flamenco / La Guitarra Flamenca (remasteritzat)
- 2003 Flamenco Master: Essentialo flamenc recordings (antologia)
- 2000 Flamenco Guitar (Montoya/Ricardo + Azahara)
- 1999 Art i Passió (en directe)
- 1995 The Art of Paco Peña (antologia)
- 1992 Encuentro (amb Eduardo Falú)
- 1992 Azahara
- 1991 Missa Flamenca
- 1990 Leyenda (directe a Colònia, Inti-Illimani amb John Williams)
- 1987 Fragmentos de un sueño (Inti-Illimani amb John Williams)
- 1986 Flamenco Guitar Music of Ramón Montoya and Niño Ricardo

LP
- 1985 Flamenco Vivo
- 1980 Live at Sadler's Wells (directe)
- 1979 Live in London (directe)
- 1978 The Flamenco World of Paco Peña
- 1977 La Guitarra Flamenca
- 1976 Toques Flamencos (amb llibre)
- 1975 Fabulous Flamenco!
- 1973 The Art of the Flamenco Guitar
- 1972 Flamenco Puro Live (directe)
- 1970 Flamenco
- 1970 The Art of Flamenco
- 1969 Carnival (amb Els Marachuchos)
- 1968 The Incredible Paco Peña
- 1966 Flamenco! (El Sali & el seu ballet espanyol)